# See (Austria)
See è un comune austriaco di 1 219 abitanti nel distretto di Landeck, in Tirolo. Stazione sciistica specializzata nello sci alpino, ha ospitato tra l'altro tappe della Coppa Europa e dei Campionati austriaci.